# Mukupirna
Mukupirna is een geslacht van uitgestorven buideldieren uit de Diprotodontia. Het is een verwant van de wombats en de enige bekende soort uit de familie Mukupirnidae. Mukupirna leefde tijdens het Oligoceen in Australië.  

## Fossiele vondsten
Mukupirna werd in 2020 beschreven aan de hand van delen van de schedel en het skelet. De fossielen werden in 1973 gevonden in kleilagen van Lake Pinpa in het noordoosten van South Australia. De vondsten kwamen in de opslag van het American Museum of Natural History terecht en werden pas jaren later beschreven. De geslachtsnaam betekent 'grote botten' in de taal van de Dieri en Malyangapa, de oorspronkelijke bewoners van het noordoosten van Zuid-Australië. De fossielen zijn afkomstig uit de Namba-formatie met een ouderdom van 26 tot 25 miljoen jaar, vallend binnen het Laat-Oligoceen. De vondsten uit de Namba-formatie wijzen er op dat het gebied in het Laat-Oligoceen een open bosgebied was dat verder bewoond werd door longvissen, schildpadden, krokodillen, eenden, flamingo's, muisgrote roofbuideldieren, kleine koeskoezen en rivierdolfijnen.

## Kenmerken
Mukupirna had een geschat gewicht van 143 tot 171 kilogram, vergelijkbaar met het formaat van een Amerikaanse zwarte beer en ongeveer vier keer zo groot als hedendaagse wombats. Enkele anatomische kenmerken van de schedel en het gebit zijn een tussenvorm tussen kenmerken van de Wynyardiidae en kenmerken van de wombats. Mukupirna was vermoedelijk een krachtige graver die met zijn sterke voorpoten wortels, knollen en stengels uitgroef.